# Нигвзиани
Нигвзиани (груз. ნიგვზიანი) — село в Грузии, на территории Ланчхутского муниципалитета края (мхаре) Гурия.

## География
Село находится в западной части Грузии, на правом берегу реки Свиана, на расстоянии приблизительно 9 километров (по прямой) к западу от города Ланчхути, административного центра муниципалитета. Абсолютная высота — 16 метров над уровнем моря.

## Население
По результатам официальной переписи населения 2014 года, в Нигвзиани проживало 1046 человек (515 мужчин и 531 женщина). В национальной структуре населения грузины составляли 99,7 %, русские — 0,2 %, греки — 0,1 %.
| Год  | Население, человек |
| ---- | ------------------ |
| 2002 | 1320               |
| 2014 | ↘ 1046             |